# Conura montezuma
Conura montezuma is een vliesvleugelig insect uit de familie bronswespen (Chalcididae). De wetenschappelijke naam is voor het eerst geldig gepubliceerd in 1872 door Cresson.